# Зархін Марк Григорович
Зархін Марк Григорович (нар. 2 лютого 1964 року, Львів, УРСР) — львівський ресторатор, один з основоположників ресторанного франчайзингу в Україні, та громадський діяч.
Наприкінці 1980-х був одним з активістів кооперативного руху у Львові. Працював заступником директора Об'єднання молодіжних клубів, займався організацією концертів та інших мистецьких акцій.
У 1998 році разом із партнерами відкрив ресторан «Піца Челентано» у Львові, який дав старт компанії Fast Food System (FFS). Крім того, Марк Зархін є засновником та співвласником двох ресторанних груп: «Ресторани для гурмана» та Спільнота доброго смаку «Kumpel' Group». У 2007 році він разом із Вардкесом Арзуманяном та Петром Адамиком зініціював створення Гільдії рестораторів Львова, основним завданням якої є вироблення цивілізованих правил гри на ринку послуг громадського харчування, зокрема й у стосунках між рестораторами та владою, а також втіленням проєктів, які сприятимуть покращенню сервісу у львівських ресторанах.
У 2011 році став першим головою Львівського туристичного альянсу (через рік передав повноваження Леву Підлісецькому). Альянс займається промоцією Львова як туристичного міста. У 2011-му став учасником Ради конкурентоспроможності Львова.
На початку 2013 року був одним із засновників Клубу Галицької Кухні, очолює наглядову раду Клубу. Організація об'єднує кухарів, рестораторів, науковців, інших небайдужих до відновлення та розвитку традицій галицької кулінарії. 14 березня 2013 року саме Марк Зархін проголосив розроблену засновниками Клубу Доктрину галицької кухні.
У 2016-му став співзасновником креативного хабу Lem Station. Це проєкт соціального хабу, де створено можливості для локального бізнесу, митців, підприємців та інших представників креативних індустрій реалізувати свій творчий потенціал, зав'язати нові знайомства, реалізувати свої задуми та ідеї.
У 2017 році став співзасновником та меценатом Міжнародного фестивалю класичної музики LvivMozArt, який щороку об'єднує найкращих музикантів України та світу.
Одружений, батько трьох дітей. Закінчив Львівський політехнічний інститут.